# Mohaupt Point
Mohaupt Point är en udde i Antarktis. Den ligger i Östantarktis. Australien gör anspråk på området.
Terrängen inåt land är platt, och sluttar norrut. Trakten är obefolkad. Det finns inga samhällen i närheten. 